# 川野辺太一衛門
川野辺 太一衛門（かわのべ たいちえもん、文化7年（1810年） - 慶応2年7月1日（1866年8月10日））は、江戸時代後期・幕末の水戸藩の義民。仮名は太一衛門、諱は則美または則義とも。常陸国久慈郡盛金村の里正。靖国神社祭神。本姓は藤原氏。家系は藤原北家の川辺左大臣藤原魚名の流れを汲み、平将門を征伐した鎮守府将軍藤原秀郷の末裔 川野辺氏。家紋は十六菊に一の字。

## 経歴
川野辺氏は南北朝期、常陸国における南朝方の領袖・那珂通辰、川野辺資鎮兄弟の流れを汲む一族で、通辰の次男・光計が家督を継ぎ、子孫が山方町高井釣及び久慈郡盛金に分かれたという尊皇の家系である。
太一衛門も尊皇攘夷を掲げる天狗党の乱に義兵として加わり、降伏すると幕府方に捕えられ、武蔵国川越藩を経て江戸佃島にて獄死したという。維新後、靖国神社に合祀された。また、この乱では久慈郡金村の義民 河野辺儀之介利義、四郎次盛義など同族も参戦しともに獄死、靖国神社に合祀された。